# William Brodie

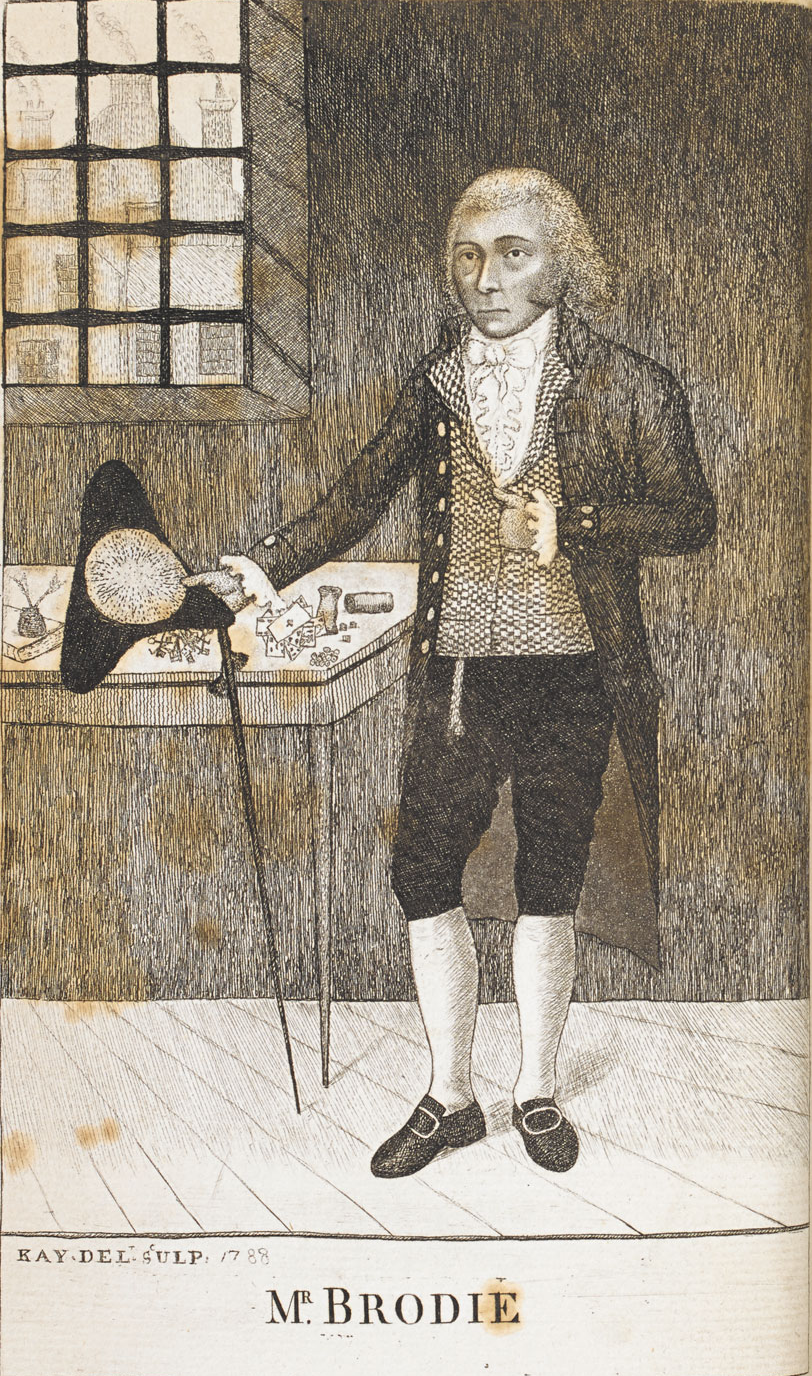
Illustration zu William Brodie (1788)

Deacon William Brodie (* 18. September 1741 in Edinburgh; † 1. Oktober 1788 ebenda) war ein schottischer Tischler und Stadtrat von Edinburgh, der ein heimliches Leben als Einbrecher führte, zum Teil, um den Reiz des Verbotenen auszuleben, zum Teil, um seine Spielsucht zu finanzieren.

## Leben
Tagsüber war Brodie ein respektabler Geschäftsmann, Mitglied des Stadtrats und als Deacon führend in der örtlichen Handwerkerinnung tätig. (Es handelt sich hier nicht um den kirchlichen Titel.) Ein Teil seiner Tätigkeit als Tischler von Schränken war es, Schlösser und andere Sicherheitsvorrichtungen zu installieren und zu reparieren.
Nachts wurde Brodie zum Einbrecher und Dieb. Er nutzte seinen Beruf, um die Sicherheitsvorkehrungen seiner Kunden auszukundschaften, und kopierte Schlüssel mittels Wachsabdrücken. Als einer der führenden Handwerker der Stadt bekam er Aufträge aus den reichsten Familien der Edinburgher Gesellschaft. Das erbeutete Geld seiner Einbrüche nutzte Brodie, um sein geheimes zweites Leben und seine Spielleidenschaft zu finanzieren und um fünf Kinder und zwei Geliebte, die nichts voneinander wussten, zu unterhalten. Seine kriminelle Karriere begann um 1768, als er die Eingangsschlüssel einer Bank kopierte und 800 £ stahl. 1786 engagierte er eine Bande von drei Dieben: Brown, Smith und Ainslie.
Später, im Jahr 1786, organisierte Brodie einen bewaffneten Überfall auf das Akzisenamt in Chessel’s Court. Der Plan misslang, und Ainslie wurde gefangen genommen. Ainslie stimmte einer Kronzeugenregelung zu und verriet seine Mittäter. Brodie entkam in die Niederlande mit dem Plan, nach Amerika zu fliehen, wurde aber in Amsterdam verhaftet und nach Edinburgh zurückgebracht und dort angeklagt.
Das Verfahren begann am 27. August 1788. Zuerst gab es gegen Brodie keine greifbaren Beweise, bis in seinem Haus kopierte Schlüssel, Verkleidungen und Pistolen gefunden wurden. Das Gericht sprach Brodie und seinen Kumpan George Smith, einen englischen Schlosser, der für eine Reihe von Diebstählen wie z. B. den eines silbernen Streitkolbens aus der Universität von Edinburgh verantwortlich war, schuldig.
Brodie und Smith wurden am 1. Oktober 1788 an einem Galgen gehängt, den Brodie vermutlich im Vorjahr selbst entworfen und gebaut hatte. Angeblich soll Brodie ein stählernes Halsband getragen haben, um die tödliche Wirkung des Galgens zu vermeiden, und sich mit dem Henker arrangiert haben, dass sein lebloser Körper schnell entfernt werden solle, um eine Wiederbelebung einzuleiten. Falls die Geschichte wahr sein sollte, dann schlug dieser Plan fehl. Brodie wurde in einem anonymen Grab bei der Buccleuch Parish Church in Edinburgh begraben. Gerüchte, er sei später in Paris gesichtet worden, gaben den Geschichten Auftrieb, er hätte es doch geschafft, dem Tod zu entrinnen.

## Verarbeitung

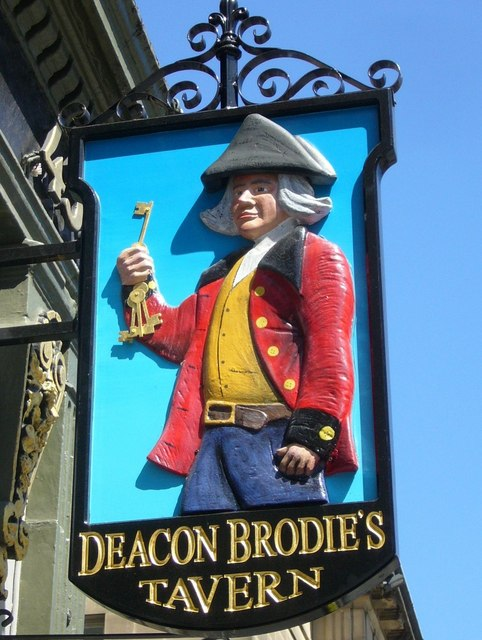
Deacon Brodie's Tavern – Brodie am Tag

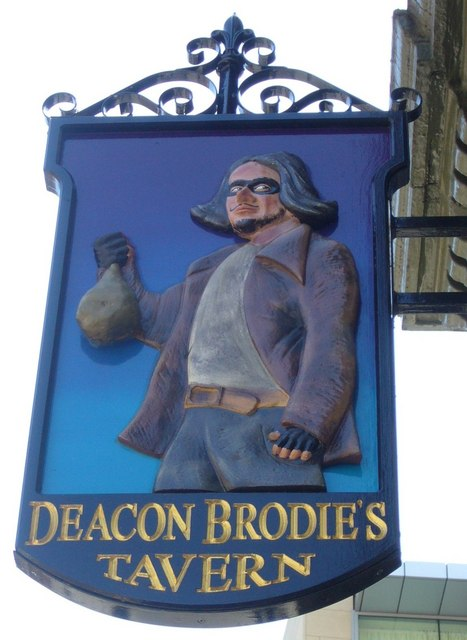
Deacon Brodie's Tavern – Brodie in der Nacht

Brodies Leben diente Robert Louis Stevenson als Inspiration für Der seltsame Fall des Dr. Jekyll und Mr. Hyde, veröffentlicht im Jahr 1886. Der Novelle ging ein gemeinsam von Stevenson mit William Ernest Henley verfasstes Drama Deacon Brodie (1880) voran. Stevensons Vater besaß angeblich Möbel aus der Herstellung von Brodie.
1975 erschien der Roman The Strange Case of Deacon Brodie von Forbes Bramble.
1997 wurde Brodies Leben für das Fernsehen unter dem Titel Deacon Brodie mit Billy Connolly in der Hauptrolle verfilmt.
Ein Pub in Edinburgh auf der Royal Mile am Lawnmarket 435 unweit des Edinburgh Castle ist nach Brodie benannt: die Deacon Brodie's Tavern, genannt auch Deacon Brodies.